# Inzulinrezisztencia
A inzulinrezisztencia a szénhidrát-anyagcsere zavara, amikor a sejtek érzéketlenné válnak a inzulin nevű hormon hatásával szemben, ami a vércukor (glükóz) sejtbe jutását segítené. A szűken vett kórélettani folyamat mellett értik rajta az inzulinrezisztencia hatására bekövetkező tünetegyüttest, kórállapotot is. Az inzulinrezisztencia leggyakoribb formájában sok szénhidrátot fogyasztó, elhízott embereknél fejlődik ki, a gyakorlatban leginkább a 2-es típusú cukorbetegséget megelőző állapotként ismert, illetve a "cukorbetegség előszobájaként" is használja a köznyelv. 

## Kialakulása
Inzulint a szervezet (hasnyálmirigy) akkor kezd termelni, amikor az elfogyasztott szénhidrátok emésztése során felszívódva a cukor (glükóz) magasabb mennyiségben megjelenik a vérben. Az inzulin segíti elő, hogy a cukor a vérből bejusson az (inzulinérzékeny) szövetek sejtjeibe energiaforrásnak, emellett gátolja, hogy a szervezet a zsírszövetekből mobilizáljon energiát. A vérben a cukor szintje ennek hatására csökken, és egy normál szinten belül marad akkor is, ha nagyobb mennyiségű szénhidrátot fogyasztunk.
Inzulinrezisztenciáról akkor beszélünk, ha a sejtek valamilyen okból érzéketlenné válnak az inzulin hatásával szemben. A glükóz emiatt nem képes megfelelő mennyiségben bejutni a sejtekbe, a kívánatosnál több cukor marad a vérben, a vércukorszint magasabbra emelkedik. Ezt érzékelve a hasnyálmirigy növeli az inzulintermelést (a vérben magas inzulinszint, hiperinzulinémia alakul ki), hogy elérje a szükséges mennyiségű cukor bejutását a sejtek működéséhez. Egy határig képes erre, anélkül, hogy tartósan magas vércukorszint vagy más, észrevehető tünetek jelentkeznének. E szakaszban az inzulinrezisztencia még cukorbetegség nélkül áll fenn. Ha a hasnyálmirigy hosszabb ideig fokozott működésre kényszerül, inzulintermelő sejtjei kimerülhetnek, az inzulintermelés visszaesik, és – az inzulinrezisztencia mellett – megjelenik a tartósan magas vércukorszint és egyéb tünetek, azaz kialakul a 2-es típusú cukorbetegség.
Az inzulinrezisztencia önmagában (prediabetes és cukorbetegség nélkül), kompenzált állapotban nem jár tünetekkel,  a vércukorszint normális.
Az inzulinrezisztencia leggyakoribb típusa elhízott, túlsúlyos embereken jelentkezik, több tünet és eltérés együtteseként (szindrómaként), legtöbbször a még szélesebb tünetegyüttest jelentő metabolikus szindróma részeként.
A 2-es típusú cukorbetegség kialakulásáig a betegek általában keresztülmennek előbb az inzulinrezisztencia, majd a prediabetes állapotán, ezek azonban általában nem kerülnek diagnosztizálásra.
Az inzulinrezisztencia jellemző kísérője a policisztás ovárium szindrómának (PCOS), 15-33%-ban még cukorbetegség nélkül, 65-68%-ban már cukorbetegséggel. Itt a magas inzulinszint váltja ki a  tüneteket vagy súlyosbítja a női hormonális rendszer hipotalamusz-hipofízis-petefészek tengelyének zavara által okozott rendellenességeket.
Bár a fenti, hosszan fennálló, krónikus inzulinrezisztencia káros, akut betegségek kapcsán ugyanez egy jótékony védekező mechanizmusként is működhet. Újabb vizsgálatok szerint ilyenkor az inzulinrezisztencia segít fenntartani az agy energiaellátását (glükóz) azzal, hogy megakadályozza az izmok jelentősebb glükóz felvételét.
Akut inzulinrezisztencia kifejlődhet hasi és elhízás elleni műtétek után, ilyenkor az sejtek inzulinérzékenysége mintegy 5 nap után magától visszatér.

## Okai
Az inzulinrezisztencia kialakulásában különböző mértékű genetikai hajlamot mutattak ki, ezekhez adódnak az ismert civilizációs ártalmak (túlzott energiabevitel, egészségtelen, szénhidrátdús étrend, mozgásszegény életmód). A hatások eredőjeként alakulhat ki az inzulinrezisztencia majd a cukorbetegség. A 2-es típusú cukorbetegség konkordanciája egypetéjű ikrekben 90%. Az életkor előrehaladásával nő az inzulinrezisztencia gyakorisága.

## Tünetei
Tünetei nagyon változatosak lehetnek, az alábbi problémák megjelenése esetén érdemes kivizsgáltatni, mi állhat a panaszok hátterében:
- sikertelen testsúly-csökkentés (diétázás ellenére),
- rendszertelen menstruáció,
- teherbe esési képtelenség,
- szőrösödés nemkívánatos helyeken (hölgyeknél; áll, bajusz, has, mell),
- cukros ételek elfogyasztása után remegés, izzadás, koncentrációs zavarok,
- gyakori hirtelen éhségérzet,
- ha két étkezés között hosszú idő telik el és rosszullét (akár ájulás is) jelentkezik,
- alvászavarok.[8]

## Vizsgálata
Az inzulinrezisztencia vizsgálat a panaszok, tünetek, és a családi kórtörténet kikérdezése mellett vérvételből és ultrahang vizsgálatból áll.
A szénhidrát anyagcsere állapotát tükrözi a "vércukorterhelés inzulinszintekkel" vizsgálat. Normál, vagy túlsúlyos pácienseknél elég a 3 pontos vizsgálat (0', 60', 120'), sovány/izmos pácienseknél az 5 pontos vizsgálat (0', 30', 60', 120', 240') ad a vércukorgörbéről és az inzulingörbéről elegendő információt.
Az inzulinrezisztencia PCOS-t (policisztás petefészek szindrómát) okozhat, ezért inzulinrezisztencia diagnózisa esetén mindig keresni kell a PCOS-t is. Hüvelyi ultrahang vizsgálattal és nemi hormonok vérvételes vizsgálatával lehet megállapítani. Ha menstruációs panaszok, szőrösödés, meddőség miatt először a nőgyógyászt keresi fel a páciens és PCOS-t állapítanak meg, minden esetben keresni kell az inzulinrezisztenciát is.
Kiegészítő vérvételként a pajzsmirigyhormonok (TSH, T3, T4) vizsgálata is szükséges, mert az inzulinrezisztencia és a pajzsmirigy alulműködés gyakran együtt járnak.
D-vitamin hiány, vérszegénység, magnézium hiány szintén hozzájárulnak az inzulinrezisztencia, PCOS és következményes betegségeik kialakulásához.

## Kezelése
Az inzulinrezisztencia orvosi kezelése az endokrinológiai ellátás. Ezen túlmenően a komplex életmódváltás, melynek alappillérei a testmozgás (izomépítés + kardió edzés) és az inzulinrezisztencia étrend, melyet mind a sovány, mind a túlsúlyos pácienseknek tartania kell. Egyes kutatások szerint az alacsony szénhidráttartalmú diéta is segíthet.
Az inzulinrezisztencia étrend alapja a 3 óránkénti étkezés, a gyors-, lassú felszívódású szénhidrátok ismerete, az egyes étkezéseken belüli megfelelő arányuk betartása. Ezzel elkerülhetővé válnak a vércukor kiugrások és leesések, a nap folyamán biztosítható az egyenletes vércukorszint és a panaszmentesség. A korrekt diétához a szénhidrát gramm számolás elengedhetetlen és ügyelni kell az ételek glikémiás indexére is. A diétában a letölthető szénhidrát gramm táblázatok, glikémiás index táblázatok és online kalkulátorok segítik a pácienseket.
Az új orvosi kutatási eredmények alapján az életmódváltás további pillérei: alvásrendezés , stresszcsökkentés, a bélflóra egészségének helyreállítása, illetve a molekuláris kutatások új célpontja a mitokondriális diszfunkció megszüntetése.
Ha az életmódváltás nem eredményes, gyógyszeres kezelésként a metformin és a tiazolidindionkezelés javíthatja az inzulinrezisztenciát, azonban ezek csak 2-es típusú cukorbetegségben jóváhagyott kezelések, önálló inzulinrezisztencia esetén nem.
Egy USA-ban vizsgált Diabétesz Prevenciós Program tapasztalata szerint a testmozgás és a diéta a metformin kezeléshez képest közel kétszer olyan hatékony a 2-es típusú cukorbetegség romlásának megelőzésében. Viszont a diétázó résztvevők mintegy 40%-át visszahízták a 2,8 éves vizsgálati periódus végére elért súlyuknak, ezt figyelembe véve a cukorbetegség előrehaladásában hasonló eredményt ért el mindkét csoport.
Bizonyos omega-3 telítetlen zsírsavak lassíthatják az inzulinrezisztencia előrehaladását 2-es típusú cukorbetegségbe, azonban úgy tűnik korlátozottan képesek az inzulinrezisztencia visszafordítására, valamint megszűnik a hatékonyságuk, ha a 2-es típusú cukorbetegség már kialakul.
Ha az inzulinrezisztencia hátterében PCOS (policisztás ovárium szindróma) áll, a rezisztencia csökkenthető a sejtek inzulinérzékenységét növelő inozitol alkalmazásával.